# 田中三彦
田中 三彦（たなか みつひこ、1943年 - ）は、翻訳家、科学評論家。元原子炉製造技術者。

## 経歴
栃木県生まれ。1968年東京工業大学工学部生産機械工学科卒業。同年バブコック日立入社、福島第一原子力発電所4号機などの原子炉圧力容器の設計に関わる。1977年退社。サイエンスライターとして、翻訳・科学評論を執筆。「柏崎刈羽原発の閉鎖を訴える科学者・技術者の会」呼びかけ人。
2012年、東京電力福島原子力発電所事故調査委員会委員

## 著書
- 『脳のデザイン』 福武書店 1984.7 (サイエンス・アイ) ISBN 978-4-82880-345-6
- 『わたしたちの地球』 図書館探検シリーズ 第7巻 リブリオ出版 1990.4
- 『原発はなぜ危険か 元設計技師の証言』 1990.1 (岩波新書)
- 『アインシュタインの考えたこと』 図書館探検シリーズ 第15巻 リブリオ出版 1991.5
- 『空中鬼を討て 原発・地球環境「非常識」のすすめ』 ダイヤモンド社 1992.4
- 『科学という考え方』 晶文社 1992.6
- 『地球が動いているのはどうしてわかるの? 太陽系と地球のはなし』 偕成社 1997.4 (ひとつの「なぜ」から広がる世界
- 『ものが燃えるとなぜあつくなるの? 燃焼とエネルギーのはなし』 偕成社 1997.4 (ひとつの「なぜ」から広がる世界

## 共著
- 『タイムトリップ』 武内孝夫 学習研究社 1984.12 (学研ポケットムー・シリーズ)
- 『テレポーテーション 驚異の瞬間移動』 北園哲也 学習研究社 1985.5 (学研ポケットムー・シリーズ)
- 『複雑系の選択 「カオスの縁」の自然科学と経済学』 坪井賢一 ダイヤモンド社 1997.12

## 翻訳
- ジョセフ・シュワァルツ『アインシュタイン』現代書館 1980.10 (For beginnersシリーズ)
- ジョン・グリビン『タイム・ワープ 平行宇宙への旅』佐藤文隆共訳 講談社 1981.9 (ブルーバックス)
- コリン・ウィルソン『スターシーカーズ』平河出版社 1982.11
- フリッチョフ・カプラ『タオ自然学』吉福伸逸ほか共訳 工作舎 1979.11 ISBN 978-4-87502-108-7
- フリッチョフ・カプラ『新ターニング・ポイント』吉福伸逸ほか共訳  工作舎 1995.4 ISBN 978-4-87502-249-7
- フリッチョフ・カプラ『非常の知』吉福伸逸ほか共訳  工作舎 1988.11 ISBN 978-4-87502-148-3
- アーサー・ケストラー『ホロン革命』吉岡佳子共訳  工作舎 1983.4 ISBN 978-4-87502-091-2 ／新装版 2021.6                                                  ISBN 978-4-87502528-3
- パメラ・ワイントロープ編『現代科学の巨人10』旺文社 1985.10
- ケン・ウィルバー『量子の公案 現代物理学のリーダーたちの神秘観』吉福伸逸共訳 工作舎 1987.8 ISBN 978-4-87502-137-7
- ブライアン・スウィム『宇宙はグリーン・ドラゴン ビッグバンは地球に何をたくしたか』ティビーエス・ブリタニカ 1988.3
- M.ミッチェル・ワールドロップ『複雑系』遠山峻征共訳 新潮社 1996.6 のち文庫
- アントニオ・R.ダマシオ『生存する脳 心と脳と身体の神秘』講談社 2000.1
- レイ・カーツワイル『スピリチュアル・マシーン コンピュータに魂が宿るとき』田中茂彦共訳 翔泳社 2001.5
- アントニオ・R.ダマシオ『無意識の脳自己意識の脳 身体と情動と感情の神秘』 講談社 2003.6
- アントニオ・R.ダマシオ『感じる脳 情動と感情の脳科学よみがえるスピノザ』ダイヤモンド社 2005.11
- レナード・ムロディナウ『たまたま 日常に潜む「偶然」を科学する』ダイヤモンド社 2009.9
- アントニオ・R.ダマシオ『デカルトの誤り 情動、理性、人間の脳』筑摩書房 ちくま学芸文庫 2010.7.